# غاريقون بحري
غاريقون بحري (الاسم العلمي: Agaricus maritimus) هو نوع من الفطريات يتبع جنس الغاريقون من الفصيلة الغاريقونية.